# Sündenklang
Sündenklang est un groupe allemand de synthpop.

## Histoire
Après que le groupe Stahlmann ait sorti son troisième album au printemps 2013, le chanteur Martin Soer décide de fonder un deuxième projet avec Neill Freiwald d'Incubite, afin d'explorer d'autres voies musicales. Le groupe, baptisé Sündenklang, est classé dans l'electropop de la Schwarze Szene (scène noire). À partir de l'automne 2013, ils partent en tournée avec AblaZ et Niklas Kahl, qui font partie de Stahlmann en tant que musiciens live, et en janvier 2014, ils sortent l'album Tränenreich,,,, qui atteint la 87e place des charts allemands, et n'a donc pas tout à fait égalé le succès de Stahlmann.
Lorsque Tobias Berkefeld quitte Stahlmann à l'automne 2013, Freiwald le remplace, si bien que les deux groupes se produisent désormais dans la même formation. En 2023, le groupe joue au Wave-Gotik-Treffen.

## Discographie

### Albums studio
- 2014 : Tränenreich (27e place des charts allemands[5])
- 2020 : Jahresringe

### Singles
- 2013 : Brief an Gott
- 2014 : Die Sehnsucht tanzt
- 2020 : Vergeben und vergessen
- 2020 : Staub